# La Jarrie
Jarrie – miejscowość i gmina we Francji, w regionie Nowa Akwitania, w departamencie Charente-Maritime.
Według danych na rok 1990 gminę zamieszkiwały 2413 osoby, a gęstość zaludnienia wynosiła 255 osób/km² (wśród 1467 gmin regionu Poitou-Charentes Jarrie plasuje się na 111. miejscu pod względem liczby ludności, natomiast pod względem powierzchni na miejscu 859.).